# سیدنی میدلتون
سیدنی میدلتون (انگلیسی: Sydney Middleton; ۲۴ فوریهٔ ۱۸۸۴ – ۲ سپتامبر ۱۹۴۵) بازیکن راگبی ۱۵ نفره در المپیک ۱۹۰۸ و قایقران روئینگ در المپیک ۱۹۱۲ اهل استرالیا بود.
وی در بازی‌های المپیک تابستانی ۱۹۰۸ به مدال طلا راگبی ۱۵ نفره رسیده‌است. او در سال 1910 در یک سری آزمایشی کاپیتان والابی ها بود. به عنوان یک قایقران او دو بار قهرمان ملی استرالیا شد.
راگبی
میدلتون حرفه راگبی خود را با باشگاه راگبی گلب در حومه شهر محل تولدش آغاز کرد.